# Phare de Río Santa Ana
Le phare de Río Santa Ana (en espagnol : Faro del Río Santa Ana) est un phare actif situé sur la rive ouest du Río Santa Ana dans le golfe du Mexique, dans la province d'Artemisa à Cuba. Il est sur le terrain de l'École Latino-américaine de Médecine (ELAM).

## Histoire
Rio Santa Ana est une petite rivière à environ 20 km à l'ouest de La Havane. Le feu se trouve sur la salle d'observation qui est au-dessus d'un réservoir d'eau surélevé sur une colonne cylindrique. Situé sur le campus de l'école latino-américaine de médecine à environ 20 km à l'ouest de La Havane et à une distance similaire à l'est de Mariel.

## Description
Ce feu est une tour métallique à claire-voie, avec une galerie et une haute lanterne de 50 m de haut. Le réservoir et la lanterne sont peints en bleu clair et la colonne est blanche. Il émet, à une hauteur focale de 56 m, un éclat blanc par période de 10 secondes. Sa portée est de 15 milles nautiques (environ 28 km).
Identifiant : ARLHS : CUB-0.. ; CU-0095 - Amirauté : J4847.6 - NGA : 110-12562 .

### Lien connexe
- Liste des phares de Cuba